# Habrostolodes ocarina
Habrostolodes ocarina là một loài bướm đêm trong họ Noctuidae.